# 图特摩斯二世之墓
图特摩斯二世陵墓（阿拉伯语：مقبرة تحتمس الثاني），是古埃及的皇家陵墓，位于樂蜀以西的乾谷 Gabbanat el-Qurud 地区，由阿什拉德·奥马尔于2022年发现，并于2025年確認墓主。该墓葬的墓号为「乾谷 C-4」（Wadi C-4） ，是由埃及-英国联合考古探险队发现的。该墓与公元前16至15世纪的法老图特摩斯二世有关。这座陵墓缺少图特摩斯二世的木乃伊，该木乃伊于1881年在皇家藏物中被发现。
乾谷 C-4是自1922年图坦卡蒙墓被发现以来，第一个出土的新王國時期或埃及帝国时期皇家陵墓。

## 发现
該墓穴是在埃及南部尼羅河附近西部的瓦迪斯考古探險中發現的。初步探索始於2022年10月，當時在盧克索以西的Wadi C發現其入口和主通道，被指定為WadiC-4。據信這座陵墓自第三中間期以來一直處於封閉狀態。長期受洪水沖洗使主軸線上充滿了密集的碎片，這些碎片已經硬化成混凝土般的稠度。這也損害了陵墓天花板的結構完整性，導致其部分坍塌。

墓葬平面图